# سارة درو
سارة درو (بالإنجليزية: Sarah Drew)‏ مواليد 1 أكتوبر 1980 في شارلوتسفيل، فيرجينيا، الولايات المتحدة، هي ممثلة أمريكية.

## روابط خارجية
- سارة درو على موقع IMDb (الإنجليزية)
- سارة درو على موقع ألو سيني (الفرنسية)
- سارة درو على موقع ميوزك برينز (الإنجليزية)
- سارة درو على موقع أول موفي (الإنجليزية)
- سارة درو على موقع قاعدة بيانات برودواي على الإنترنت (الإنجليزية)
- سارة درو على موقع قاعدة بيانات الأفلام السويدية (السويدية)
- سارة درو على موقع قاعدة بيانات الفيلم (الإنجليزية)
- سارة درو على موقع كينوبويسك (الروسية)